# Ricardo Bahre
Ricardo Teodoro Feliciano Bahre (* 18. August 1848 in Porto Alegre; † 30. Juli 1913 in Lübeck) war ein deutscher Architekt.

## Leben

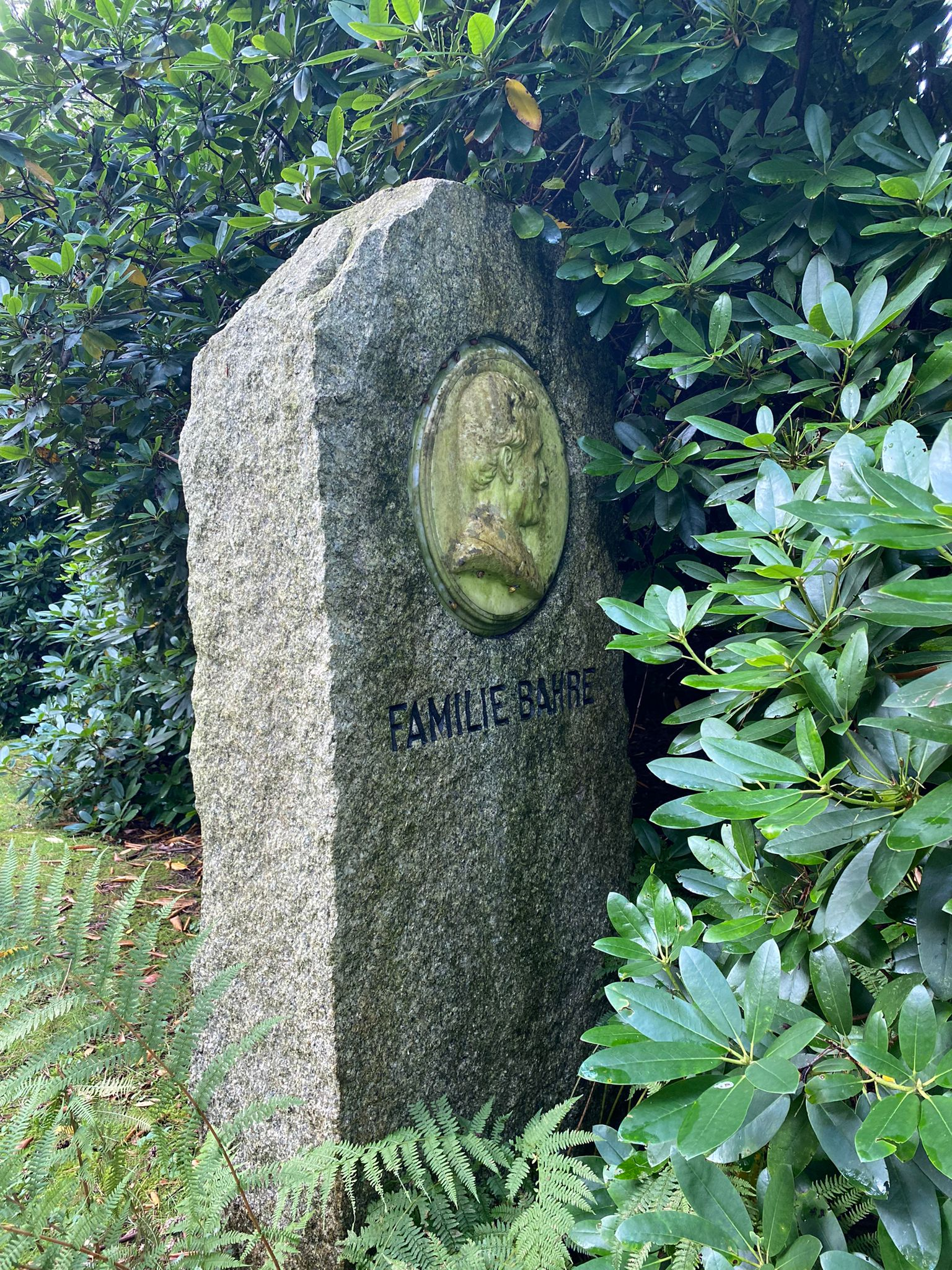
Grabstätte auf dem Friedhof Ohlsdorf

Ricardo Bahre wurde als zweiter Sohn des Kaufmanns Ludewig Gottreich Wilhelm Bahre (1812–1872) und dessen Frau Mathilde Charlotte Marie geb. Campe geboren. Bahre senior ging zu Beginn der 1840er-Jahre für einige Zeit nach Südamerika und betrieb dort ein Handelsgeschäft, ehe er 1950 nach Hamburg zurückkehrte. Neben dem älteren Bruder hatte Ricardo Bahre noch zwei jüngere Schwestern. Er heiratete am 17. Mai 1881 Susanne Auguste Henriette Mohrmann (1860–1931). Mit ihr hatte er sechs Kinder: Hans Eberhard (* 1882), die Zwillinge Hermann Ralf und Ewald Reinhold Ricardo (* 1883), Eitel Herbert (* 1888), Guido Berent Waldemar (1895–1972) und Ricardo Hans (* 1900).
Über die berufliche Ausbildung Bahres ist nichts in Erfahrung zu bringen. Um das Jahr 1873 herum betrieb er gemeinsam mit Carl Querfeld ein Architekturbüro bis zu dessen Tod 1893. Ein Firmensitz ist für Januar 1874 in der Schauenburgerstraße 59 belegt. Gemeinsam entwarfen Bahre und Querfeld zahlreiche Bauten in Hamburg, Geschäfts- und Etagenwohnhäuser unter anderem in den Colonnaden, Werkstattgebäude und Kontorhäuser, darunter der Burstahhof und der Admiralitätshof. Auch das Gebäude am Spielbudenplatz 27/28, das heute Schmidts Tivoli beherbergt, wurde nach deren Plänen errichtet.
Nach Querfelds Tod blieben die Arbeiten Bahres vergleichsweise überschaubar. Es entstanden weitere Wohnhäuser in Harvestehude sowie Kontorhäuser in der Innenstadt. Neben dem Leopoldshof und dem Barnbrockhaus in der Poststraße, ist das bekannteste von ihnen das Heine-Haus am Jungfernstieg. In den 1900er-Jahren entstand das Kaufhaus der Gebrüder Heilbuth in der Hamburger Straße, das 1927 abgerissen wurde. 1911 war Bahre federführend bei der Erweiterung des Alten Krematoriums.
Ricardo Bahre verstarb im Alter von 64 Jahren und wurde am 1. August 1913 auf dem Friedhof Ohlsdorf beigesetzt. Die heute verwaiste Grabstätte liegt im Planquadrat S 27 nördlich vom Garten der Frauen.

## Galerie

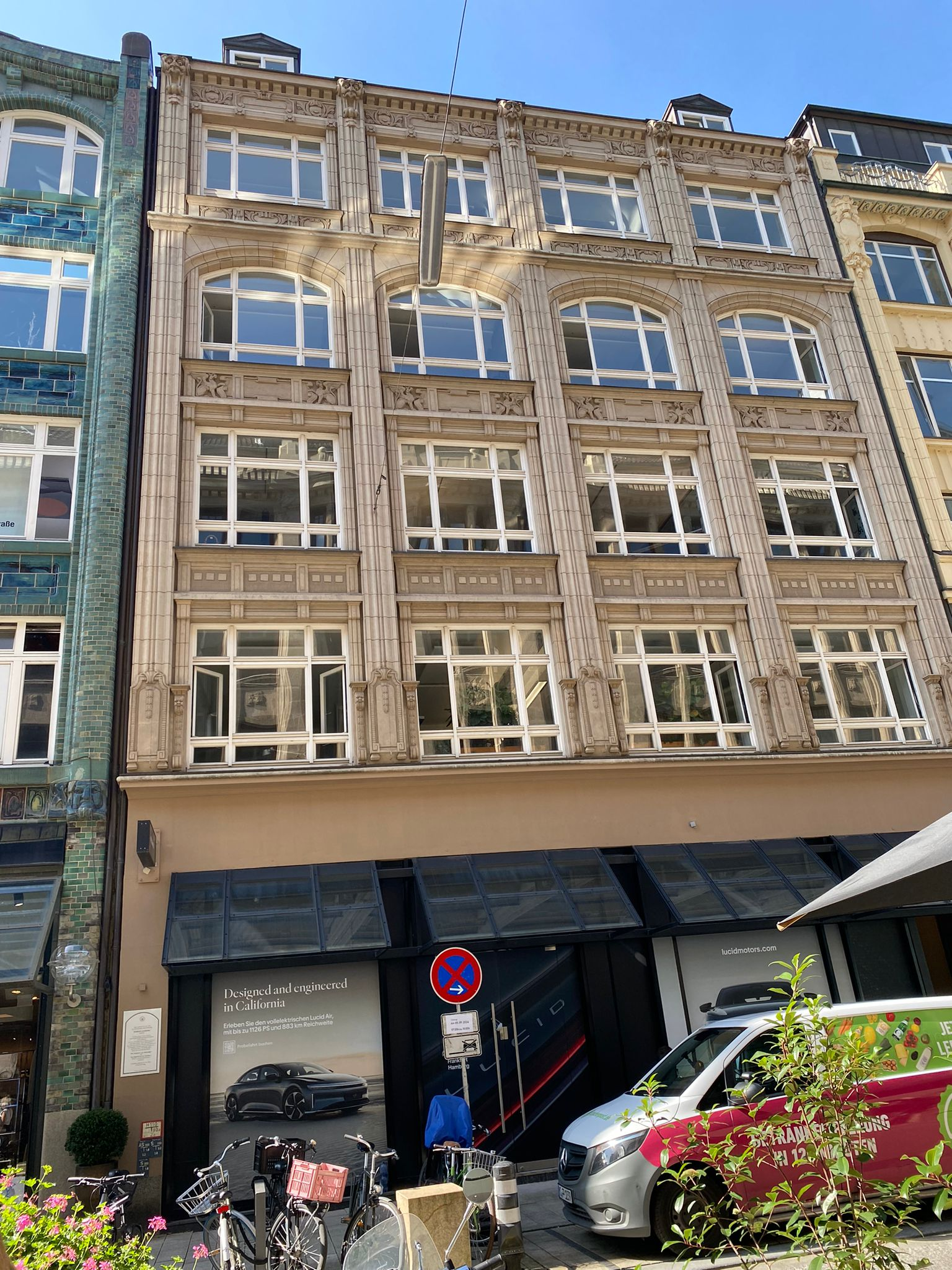
Barnbrockhaus
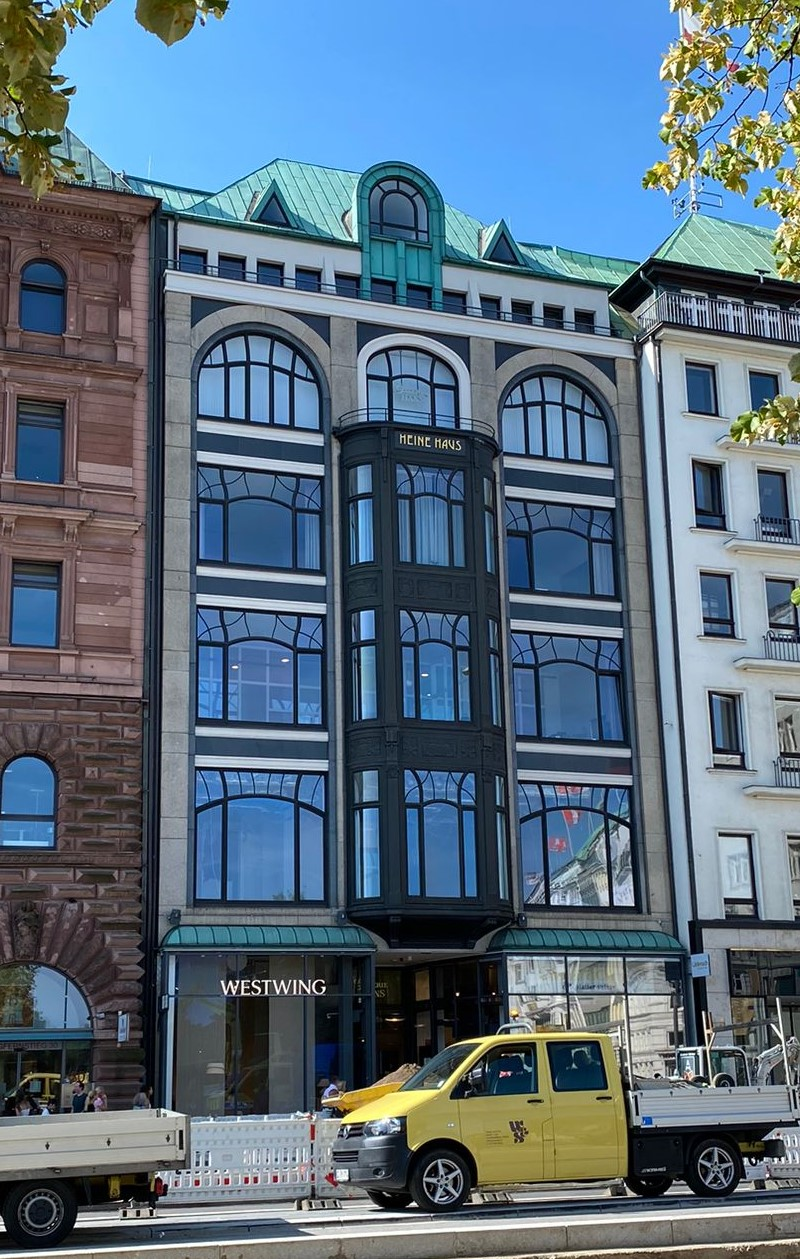
Heine-Haus
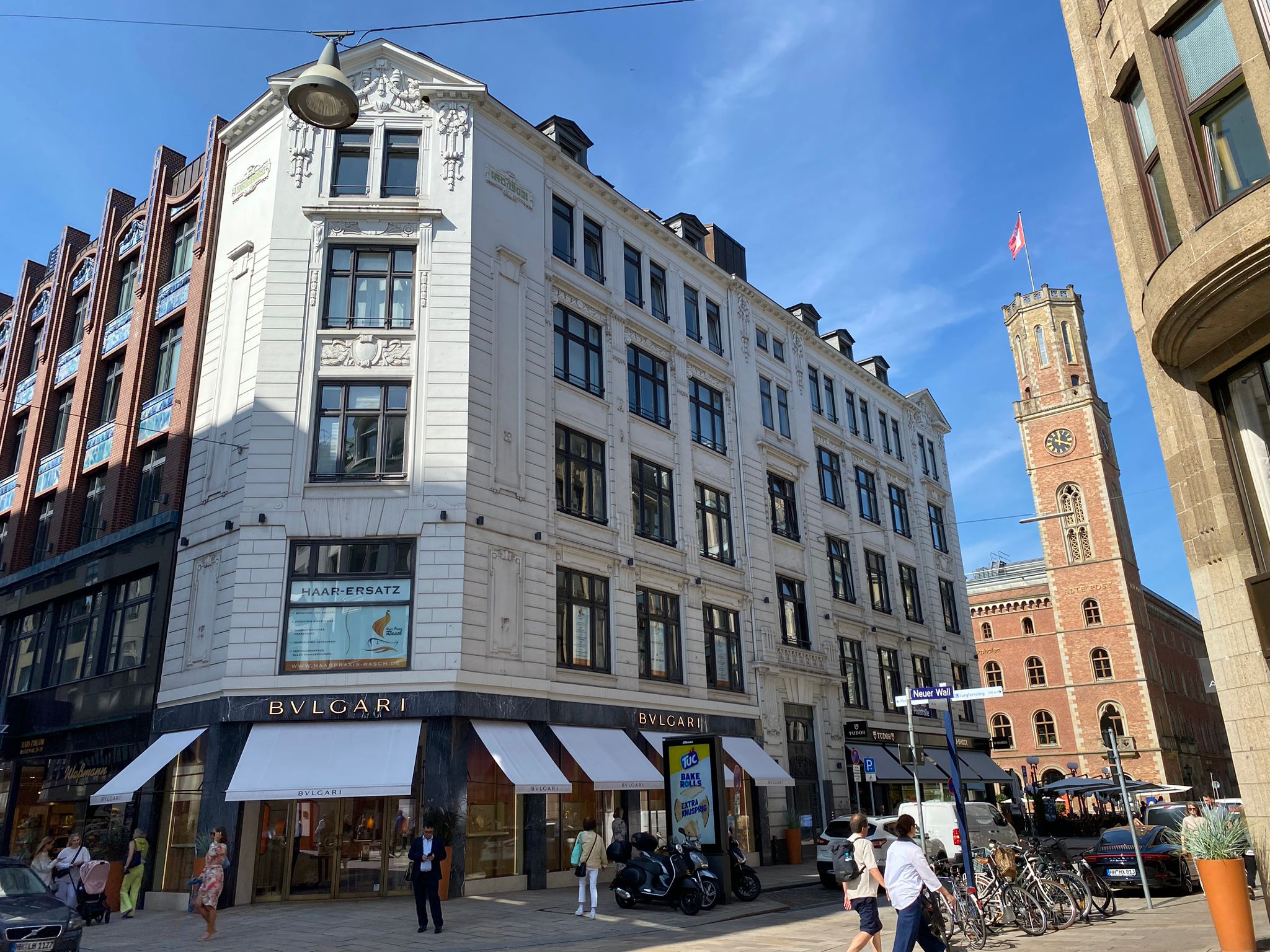
Leopoldshof
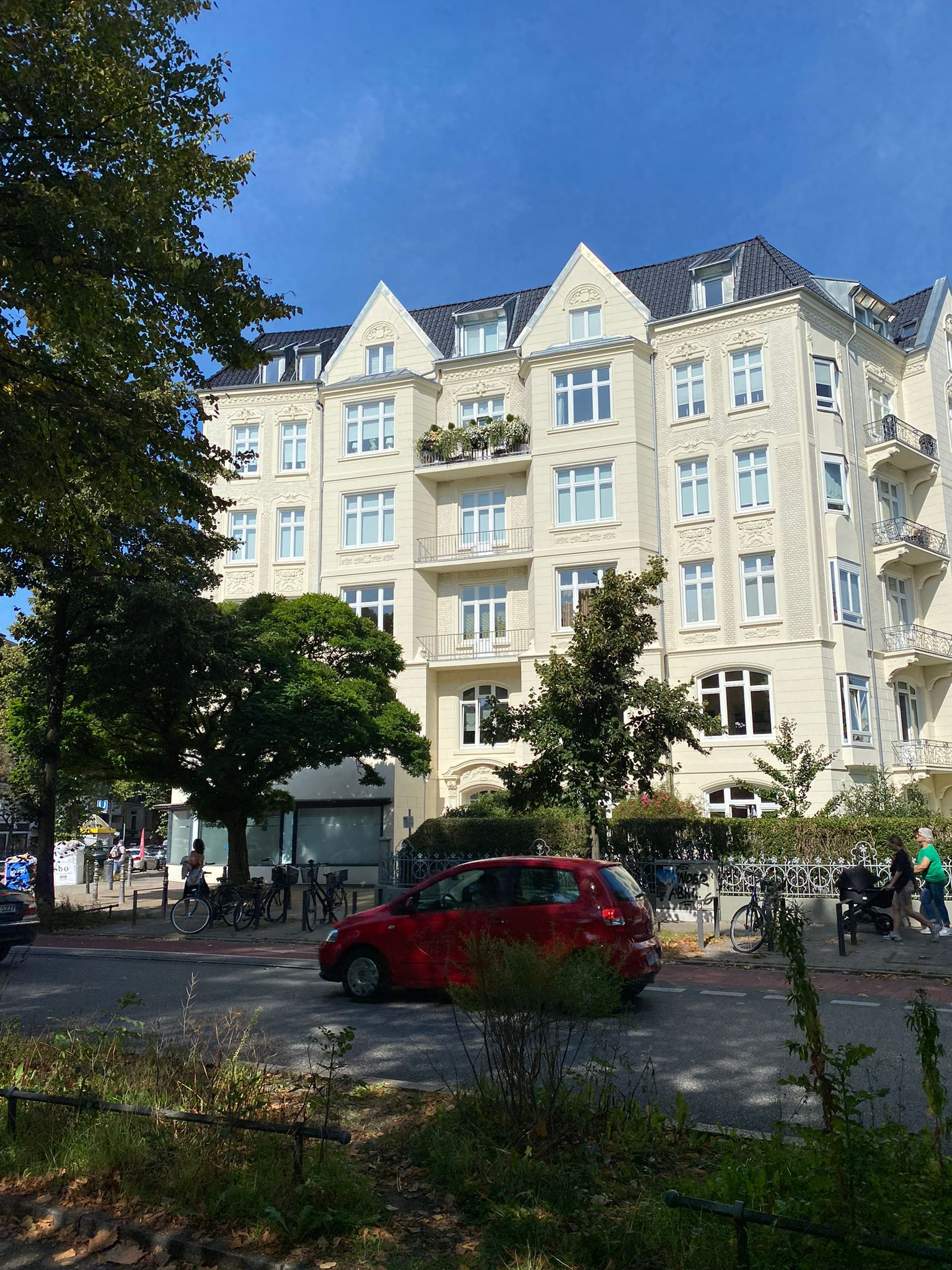
Wohnhaus Klosterstern 6
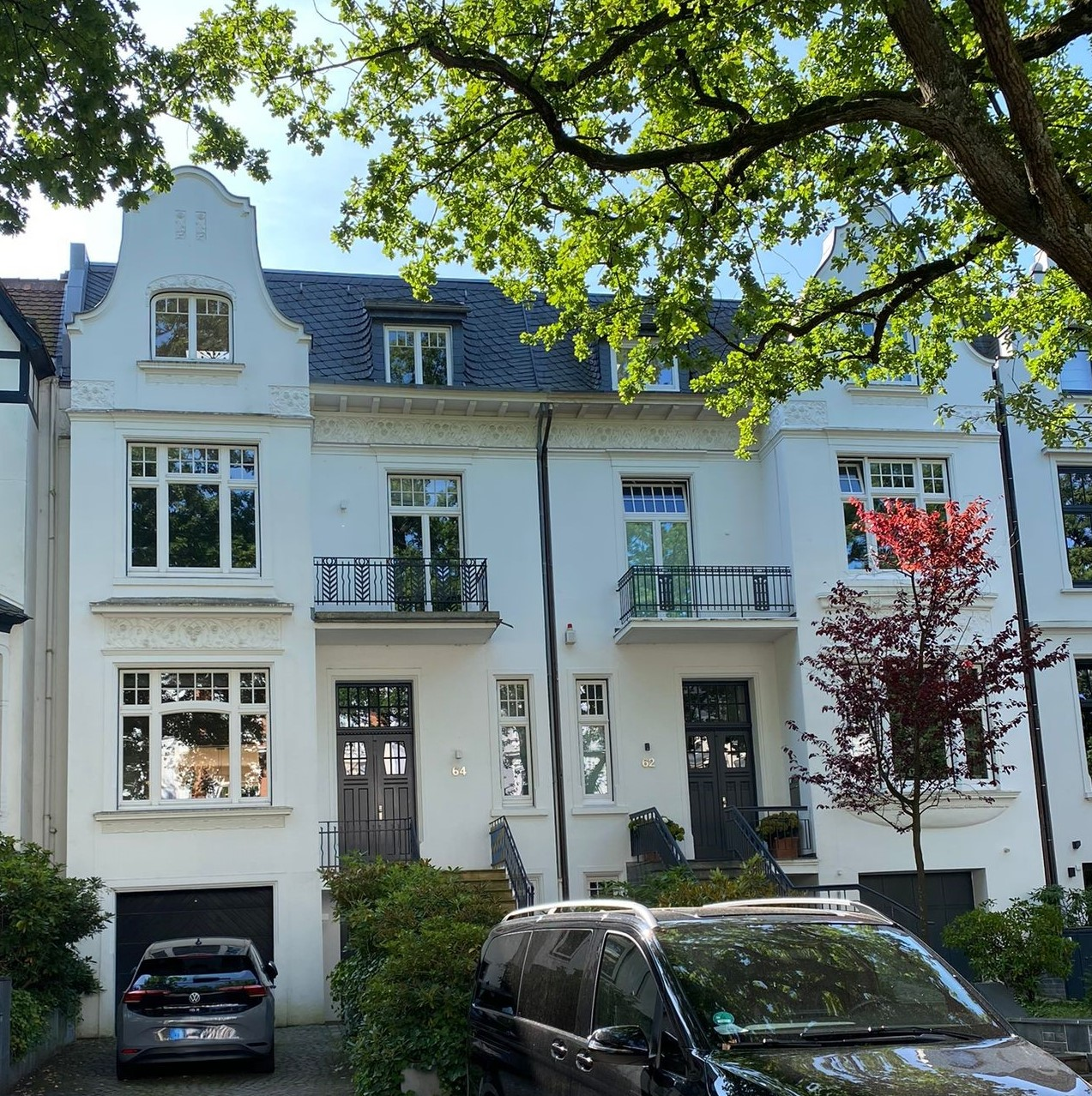
Wohnhäuser Oberstraße 62 und 64
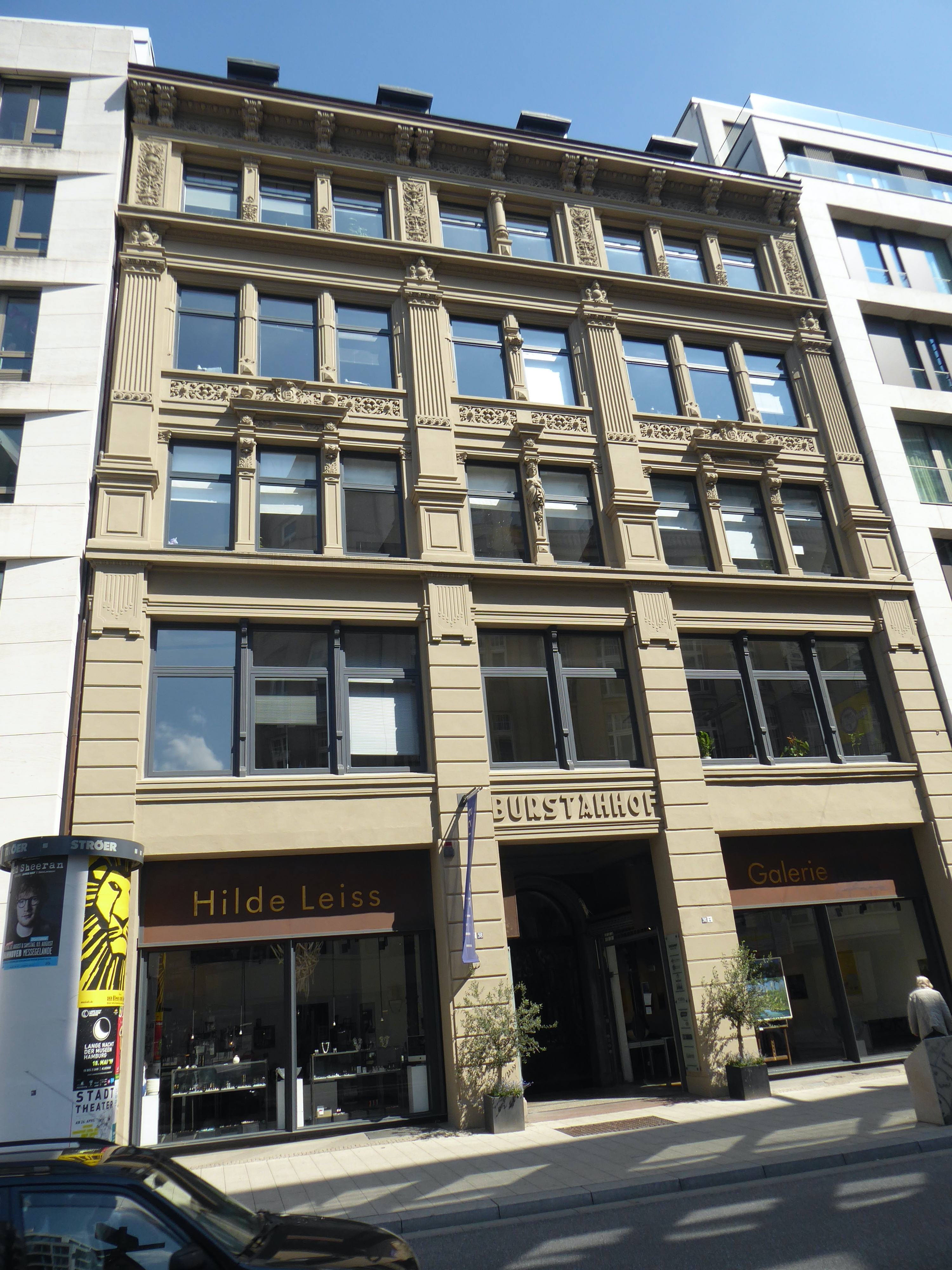
Burstahhof